# Canton de Duclair
Le canton de Duclair est une ancienne division administrative française située dans le département de la Seine-Maritime et la région Haute-Normandie.

## Géographie
Ce canton était organisé autour de Duclair dans l'arrondissement de Rouen. Son altitude variait de 0 m (Jumièges) à 134 m (Saint-Martin-de-Boscherville) pour une altitude moyenne de 57 m.

## Histoire
- De 1833 à 1848, les cantons de Duclair et de Maromme  avaient le même conseiller général. Le nombre de conseillers généraux était limité à 30 par département[1].

## Administration

### Conseillers généraux de 1833 à 2015
| Période | Période          | Identité                                    | Étiquette                | Qualité |
| ------- | ---------------- | ------------------------------------------- | ------------------------ | --- |
| 1833    | 1848             | Alphonse Darcel                             |                          | Propriétaire à Duclair et à La Fontaine Conseiller municipal de Rouen Colonel de la Garde nationale           |
| 1848    | 1852             | Louis Auguste Beaudouin de Joigny           |                          | Président du comice agricole de Pavilly Propriétaire du château des Vieux à Saint-Paër                        |
| 1852    | 1853 (démission) | Charles Darcel (1820-1899, fils d'Alphonse) | Bonapartiste             | Propriétaire Maire de Berville-sur-Seine                                                                      |
| 1853    | 1859 (démission) | Alphonse Darcel (1788-1877)                 |                          | Propriétaire à Rouen                                                                                          |
| 1859    | 1880             | Charles Darcel (fils d'Alphonse)            | Bonapartiste             | Maire d'Anneville-sur-Seine                                                                                   |
| 1880    | 1886             | Achille Poullain-Grandchamp                 | Républicain              | Propriétaire - Maire de Jumièges (1884-1890), conseiller d'arrondissement                                     |
| 1886    | 1892             | Charles Darcel                              | Droite                   | Maire de Berville-sur-Seine                                                                                   |
| 1892    | 1898             | Maurice Lebon                               | Républicain Progressiste | Avocat - Maire de Rouen (1886-1888) Député (1891-1898) Sous-secrétaire d’État (1893-1894)                     |
| 1898    | 1910             | Léonide Maillard                            | Conservateur             | Médecin Conseiller municipal de Duclair, conseiller d'arrondissement                                          |
| 1910    | 1928             | Henri Denise                                | Progressiste             | Hôtelier Maire de Duclair                                                                                     |
| 1928    | 1934             | Charles de Heyn                             | Rad.                     | Agent d'assurances Adjoint puis Maire de Duclair                                                              |
| 1934    | 1940             | Arnauld de Maurès de Malartic               | URD                      | Propriétaire Maire d'Yville-sur-Seine                                                                         |
| 1945    | 1949             | Raymond Brétéché (1905-1974)                | SFIO                     | Ouvrier (électricien de navire, contremaître) Maire du Trait (1945-1972)                                      |
| 1949    | 1955             | Arnauld de Maurès de Malartic               | DVD                      | Administrateur de sociétés, Yville-sur-Seine, ancien conseiller d'arrondissement                              |
| 1955    | 1974 (décès)     | Raymond Brétéché                            | SFIO puis PS             | Maire du Trait (1945-1972)                                                                                    |
| 1974    | 1992             | Charles Carré                               | PS                       | Directeur de l'école d'agriculture Adjoint au maire de Saint-Pierre-de-Varengeville                           |
| 1992    | 2011             | Bernard Léger                               | PS                       | Ancien tourneur-outilleur Maire de Saint-Pierre-de-Varengeville (1983-2008)                                   |
| 2011    | 2015             | Pierrette Canu                              | PS                       | Secrétaire médicale Maire de Saint-Pierre-de-Varengeville (2008-2020) Élue en 2015 dans le Canton de Barentin |

### Conseillers d'arrondissement (de 1833 à 1940)
| Période                                  | Période          | Identité                            | Étiquette                    | Qualité |
| ---------------------------------------- | ---------------- | ----------------------------------- | ---------------------------- | --- |
| 1833                                     | 1833 (démission) | Alphonse Darcel                     |                              | Propriétaire à Rouen                                                                                        |
| 1833                                     | 1836             | Baron de Schonen                    |                              | Maire d'Hénouville                                                                                          |
| 1836                                     | 1842             | Auguste Baudouin                    |                              | |
| 1842                                     | 1848             | Nicolas-Casimir Caumont             |                              | Propriétaire à Jumièges                                                                                     |
| 1848                                     | 1855             | Alfred Rigoult                      |                              | Notaire, maire de Duclair                                                                                   |
| 1855                                     | 1868 (décès)     | Amand Étienne                       |                              | Maire de Saint-Pierre-de-Varengeville                                                                       |
| 1871                                     | 1877             | Alfred Lamer                        |                              | Membre de la Chambre de commerce de Rouen                                                                   |
| 1877                                     | 1880             | Achille Poullain-Grandchamp         | Républicain                  | Armateur à Rouen, propriétaire à Jumièges                                                                   |
| 1880                                     | 1889             | Alfred Guéroult                     | Républicain                  | Cultivateur, conseiller municipal de Saint-Martin-de-Boscherville                                           |
| 1889                                     | 1898             | Léonide Maillard                    | Monarchiste                  | Médecin des écoles à Duclair                                                                                |
| 1901                                     | 1910             | Henri Denise                        | Républicain libéral          | Hôtelier, maire de Duclair                                                                                  |
| 1910                                     | 1911             | Georges Andrieu                     | Républicain                  | Maire de Saint-Martin-de-Boscherville                                                                       |
| 1913                                     | 1924             | Charles Pigache                     | Républicain progressiste     | Maire de Saint-Pierre-de-Varengeville                                                                       |
| 1925                                     | 1934             | Comte Arnauld de Maurès de Malartic | Union nationale républicaine | Maire de Yville-sur-Seine                                                                                   |
| 1934                                     | 1940             | Maurice Chatel                      | Union nationale républicaine | Médecin, conseiller municipal de Duclair                                                                    |
| 1940                                     |                  |                                     |                              | Les conseils d'arrondissement ont été suspendus par la loi du 12 octobre 1940 et n'ont jamais été réactivés |
| Les données manquantes sont à compléter. |                  |                                     |                              | |

## Composition
Le canton de Duclair regroupait 17 communes et comptait 24 402 habitants (recensement de 1999 sans doubles comptes).
| Communes                      | Population (2012) | Code postal | Code Insee |
| ----------------------------- | ----------------- | ----------- | ---------- |
| Anneville-Ambourville         | 946               | 76480       | 76020      |
| Bardouville                   | 576               | 76480       | 76056      |
| Berville-sur-Seine            | 552               | 76480       | 76088      |
| Duclair                       | 4 163             | 76480       | 76222      |
| Épinay-sur-Duclair            | 386               | 76480       | 76237      |
| Hénouville                    | 1 211             | 76840       | 76354      |
| Jumièges                      | 1 714             | 76480       | 76378      |
| Mauny                         | 132               | 76530       | 76419      |
| Le Mesnil-sous-Jumièges       | 552               | 76480       | 76436      |
| Quevillon                     | 533               | 76840       | 76513      |
| Sainte-Marguerite-sur-Duclair | 1 519             | 76480       | 76608      |
| Saint-Martin-de-Boscherville  | 1 504             | 76840       | 76614      |
| Saint-Paër                    | 1 326             | 76480       | 76631      |
| Saint-Pierre-de-Varengeville  | 2 277             | 76480       | 76636      |
| Le Trait                      | 5 397             | 76580       | 76709      |
| Yainville                     | 1 181             | 76480       | 76750      |
| Yville-sur-Seine              | 433               | 76530       | 76759      |

## Démographie
| 1962   | 1968   | 1975   | 1982   | 1990   | 1999   | 2009 |
| ------ | ------ | ------ | ------ | ------ | ------ | ---- |
| 17 624 | 18 447 | 20 057 | 22 313 | 23 554 | 24 402 | -    |